# Werner Vogel (Skilangläufer)
Werner Vogel (* 11. Oktober 1948 in Seckau) ist ein ehemaliger österreichischer Skilangläufer.

## Werdegang
Vogel belegte bei den Nordischen Skiweltmeisterschaften 1974 in Falun den 34. Platz über 15 km, den 22. Rang über 50 km und den neunten Platz mit der Staffel. Bei seiner einzigen Teilnahme an Olympischen Winterspielen im Februar 1976 in Innsbruck lief er auf den 51. Platz über 30 km, auf den 43. Rang über 15 km und auf den 26. Platz über 50 km. Zudem wurde er zusammen mit Rudolf Horn, Reinhold Feichter und Herbert Wachter Achter in der Staffel. Zwei Jahre später kam er bei den Nordischen Skiweltmeisterschaften in Lahti auf den 50. Platz über 30 km, auf den 19. Rang über 50 km und zusammen mit Rudolf Horn, Josef Vogel und Peter Juric auf den 12. Platz in der Staffel.
Bei österreichischen Meisterschaften siegte er jeweils zweimal über 15 km (1974, 1975) und 30 km (1972, 1977) und einmal über 50 km (1979). Zudem wurde er mehrfacher Meister mit der Steiermarker Skiverbandsstaffel.